# 1406 Komppa
1406 Komppa (1936 RF) là một tiểu hành tinh vành đai chính được phát hiện ngày 13 tháng 9 năm 1936 bởi Y. Vaisala ở Turku.